# Éric Zemmour
Éric Justin Léon Zemmour, född 31 augusti 1958 i Montreuil nära Paris, är en fransk-judisk journalist, författare och debattör. Han har examen från Institut d'études politiques de Paris och har under tjugo års tid arbetat på tidningen Le Figaro. Där har han bland annat skrivit kolumner.

## Politisk karriär
Inför presidentvalet i Frankrike 2022 har Zemmour omtalats som en potentiell kandidat. Vissa opinionsmätningar placerade honom på en andra plats i en första valomgång, vilket innebär att han skulle kunna bli en av två kandidater i en andra valomgång.
2019 fick han ett timslångt program i tv-kanalen Cnews, en kanal med högerprofil, vilket bidrog till att han blev ett känt ansikte bland många konservativa väljare. Av bland annat Benjamin Haddad vid Atlantic Council har Zemmour beskrivits som en nationalist långt ut på högerkanten, men med en traditionell snarare än populistisk politik. Uttalanden från Zemmour om bland annat invandring, homosexualitet och islam har väckt stor uppståndelse. För några av uttalandena har han dömts för hets mot folkgrupp.
Zemmours föräldrar är sefardiska judar från Algeriet. Om Zemmour skulle kandidera skulle han vara den första judiska presidentkandidaten i den Femte franska republiken. Franska judiska föreningar som Consistoire har dock tagit avstånd från Zemmour, på grund av hans åsikter. Frankrikes högsta rabbi Haim Korsia har kallat Zemmour för antisemit och rasist, bland annat på grund av uttalanden om Vichyregimen. Korsia kritiserades dock för detta av den fransk-judiska tidningen Tribune Juive, som menade att Zemmour förvisso har uttalat olämpliga, nationalistiska åsikter men att han knappast är någon antisemit.